# Rauno Mäkinen
Rauno Mäkinen (Pori, Finlandia, 22 de enero de 1931-9 de septiembre de 2010) fue un deportista finlandés especialista en lucha grecorromana donde llegó a ser campeón olímpico en Melbourne 1956.

## Carrera deportiva
En los Juegos Olímpicos de 1956 celebrados en Melbourne ganó la medalla de oro en lucha grecorromana estilo peso pluma, superando al húngaro Imre Polyák (plata) y al soviético Roman Dzeneladze (bronce).